# Hermann Oldenberg
Hermann Oldenberg (Amburgo, 31 ottobre 1854 – Gottinga, 18 marzo 1920) è stato un orientalista e storico delle religioni tedesco, sanscritista e buddhologo di fama internazionale.

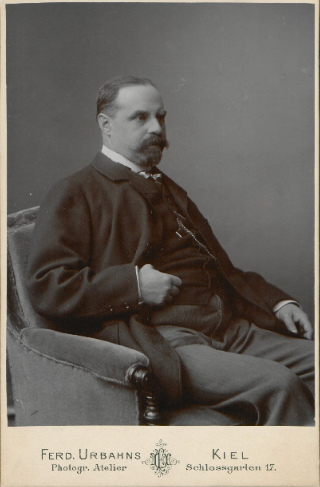

Nacque ad Amburgo il 31 ottobre del 1854, figlio di un pastore protestante. Conseguì la laurea in Filologia classica e indiana nel 1875 all'Università di Berlino discutendo una tesi sull'antica confraternita religiosa romana degli Arvali.
Insegnò quindi all'Università di Kiel dal 1889 fino al 1908 e, successivamente, all'Università di Gottinga fino alla morte.
Dopo aver pubblicato nel 1878 una traduzione del Sāṅkhāyana Gṛhyasūtra il ventiquattrenne Oldenberg si dedicò ai testi buddhisti segnatamente a quelli appartenenti alla tradizione del Canone pāli.
Nel 1879 tradusse in inglese la cronaca buddhista singalese del Dīpavaṁsa e, nel 1881 con la collaborazione del fondatore della Pali Text Society, Thomas William Rhys Davids (1843-1922), il Vinaya Piṭaka della scuola Theravāda.
Nel 1881, a soli ventisei anni, pubblicò l'importante, per l'epoca, studio sulla vita e l'opera di Gautama Buddha, Buddha: Sein Leben, seine Lehre, seine Gemeinde, realizzato secondo una prospettiva storico religiosa.
Successivamente si dedicò allo studio dei Veda pubblicando Die Hymnen des Rigveda (1888), Die Religion des Veda (1888) e Ṛgveda. Textkritische und exegetische Noten (1912) che rappresentano nell'insieme uno studio di importanza fondamentale per la ricerca linguistica e la storia del testo del Ṛgveda.

## Opere
- Die Hymnen des Rigveda. 1. Teil: Metrische und textgeschichtliche Prolegomena. Berlin 1888; Wiesbaden 1982, English translation: Delhi, Motilal 2005.
- Die Religion des Veda. Berlin 1894; Stuttgart 1917; Stuttgart 1927; Darmstadt 1977
- Vedic Hymns,  The Sacred Books of the East, vol. 46, ed. Friedrich Max Müller, Oxford University Press, 1897
- Ṛgveda. Textkritische und exegetische Noten (1912).
- Buddha: Sein Leben, seine Lehre, seine Gemeinde  1881. In italiano: Budda. Varese, Dall'Oglio, 1955.